# Бивейнис, Пётр Петрович
Бивейнис Петр Петрович (14 марта 1898 хут. Шедуйки, Новоалександровский уезд Ковенской губернии — 8 января 1938 г. Смоленск) — советский партийный и государственный работник, активный участник установления советской власти в Сибири, начальник милиции Ново-Николаевской, Брянской и Смоленской областей.

## Биография
Родился в семье литовца. В детстве с родителями приехал в Томскую губернию. Образование 7 класс гимназии в 1917 г, Томск. Член РКП(б) с июня 1918.
С марта 1918 г боец 1 -го Томского красногвардейского отряда, участвовал в боях с чехословаками. Под натиском интервентов отступал из Томска до Забайкалья, вступил в партизанский отряд под руководством Нестора Каландаришвили. После разгрома под Кяхтой остатки отряда с октября 1918 года три месяца вели бои c колчаковцами и кулацкими бандами вдоль границы с Монголией, в тяжелых условиях действовали на участке от Байкала до станции Зима, пробивались в Иркутскую область и вели активную партизанскую борьбу.
В августе 1919 г. по партийной мобилизации П. Бивейнис был направлен на подпольную работу в Ново-Николаевск, вместе с другими литовцами влился в польский полк, организовал восстание в литовском батальоне им. князя Витовта, 25 ноября 1919 г. под станцией Черепаново, литовский батальон перешёл в Красную армию и под селом Черемушкино влился в партизанский отряд Игнатия Громова, В отряде П. Бивейнис был назначен командиром роты. 19 декабря 1919 г., когда партизанский отряд объединился с 35 стрелковой дивизией, П. Бивейнис командовал батальоном 312 стр, полка, участвовал в боях под Ачинском и Красноярском. С марта по октябрь 1920 г. командир 7 роты 2 — го интернационального полка Интернациональной дивизии.
С октября 1920 г. по июль 1921 г. ответственный секретарь Канского укома РКП(б), позже Каргатского укома РКП (б) Томской губернии. После образования Ново-Николаевской губернии, 11 августа 1921 года была сформирована рабоче-крестьянская милиция, и Бивейнис был назначен первым начальником губмилиции. С мая 1924 г. по февраль 1928 г. — начальник милиции Брянской губернии.
С февраля 1928 г. по май 1929 г. — начальник губернского административного отдела г. Смоленска, С мая 1929 г. по август 1931 г. начальник милиции г. Смоленска, позже зам.начальника Смоленской областной милиции.
С сентября 1931 г. — председатель Ржевского райисполкома.
С октября 1934 по 1937 г. — председатель Сафоновского исполкома, с мая 1937 г — инспектор заготовок СНК Сафоновского района Смоленской области.
Арестован 26 ноября 1937 г. УГБ УНКВД Смоленской области, приговорён 8 января 1938 к высшей мере. Расстрелян 16 января 1938 в г. Смоленске. Реабилитирован 24 октября 1956 г.
За борьбу с интервентами награждён именным боевым оружием.